# La reina del Tabarín
La reina del Tabarín es una película de comedia franco-española de 1960 dirigida por Jesús Franco y protagonizada por Mikaela, Yves Massard y Dora Doll. Sigue las aventuras de una compañía de músicos ambulantes en la década de 1910. Fue lanzado en Francia como Mariquita, La Belle de Tabarin.
Soledad Miranda tuvo un papel muy pequeño sin acreditar en esta película, la primera vez que aparecía en una película de Franco. Más tarde protagonizaría seis de los thrillers de Franco, antes de su prematura muerte en un accidente automovilístico en 1970. Esta fue la primera vez que Franco también trabajó para el productor Marius Lesouer, quien produciría muchas de las películas posteriores de Franco, incluida su obra de 1961 Gritos en la noche.

## Reparto
- Mikaela como Lolita.
- Yves Massard como Fernando.
- Dora Doll como cantante de cabaré.
- Danielle Godet como Monique.
- Antonio Garisa como Pepe.
- Juan Antonio Riquelme como Miguel.
- Mauricio Lapeña
- Julio Riscal como Alfonso.
- Guadalupe Muñoz Sampedro como Madre de Fernando.
- Alfredo Mayo como Charles.
- Ena Sedeño
- Antonio Giménez Escribano como Profesor de música.
- Soledad Miranda como Duquesa (sin acreditar).

## Recepción
Antonio Lázaro-Rebolle Ian Olney en The Films of Jess Franco observaron que la película, como gran parte del trabajo de Franco en los primeros años de la década de 1960, se acercó mucho más a la corriente principal de la industria cinematográfica española de lo que su producción posterior podría sugerir. El mismo libro recoge una reseña contemporánea de ABC Madrid que describe a la película como «competente, precisa y también expresiva. La atmósfera es correcta y la composición de las imágenes, así como su ritmo, es alegre».